# Course en ligne féminine aux championnats du monde de cyclisme sur route 1961
Navigation
1960 1962
La course en ligne féminine aux championnats du monde de cyclisme sur route 1961 a lieu le 2 septembre 1961 à Berne en Suisse. Elle est remportée par la Belge Yvonne Reynders.

## Classement
|                                    | Coureuse               | Pays               |    | Temps          |
| ---------------------------------- | ---------------------- | ------------------ | -- | -------------- |
| Médaille d'or, Coupe du Monde      | Yvonne Reynders        | Belgique           | en | 1 h 58 min 6 s |
| Médaille d'argent, Coupe du Monde  | Beryl Burton           | Royaume-Uni        | +  | 2 s            |
| Médaille de bronze, Coupe du Monde | Elsy Jacobs            | Luxembourg         |    | 5 s            |
| 4                                  | Aino Puronen           | Union soviétique   |    | 1 min 47 s     |
| 5                                  | Maria Lukshina         | Union soviétique   |    | 1 min 47 s     |
| 6                                  | Marie-Thérèse Naessens | Belgique           |    | 4 min 25 s     |
| 7                                  | Elfriede Eichholz      | Allemagne de l'Est |    | 4 min 25 s     |
| 8                                  | Nadia Germonpre        | Belgique           |    | 4 min 25 s     |
| 9                                  | Rosa Sels              | Belgique           |    | 4 min 25 s     |
| 10                                 | Sheila Holmes          | Royaume-Uni        |    | 4 min 25 s     |
| 11                                 | Lily Herse             | France             |    | 4 min 25 s     |
| 12                                 | Annie Vermeiren        | Belgique           |    | 4 min 25 s     |